# We Sail at Midnight
 (juillet 2025).
Pour plus de détails, voir Fiche technique et Distribution.
We Sail at Midnight est un film documentaire britannique de Julian Spiro et John Ford (non crédité), sorti en 1943.

## Fiche technique
- Titre original : We Sail at Midnight
- Réalisation : Julian Spiro et John Ford (non crédité)
- Photographie : H.E. Fowle
- Son : Ken Cameron
- Montage : Gordon Hales
- Musique : Richard Addinsell
- Directeur de Production : Sidney Stone
- Société de production : Crown Film Unit, Ministry of Information
- Pays de production :  Royaume-Uni
- Langue originale : anglais
- Format : Noir et blanc — 35 mm — 1,37:1 —  son Mono
- Genre : film documentaire
- Durée : 27 minutes
- Date de sortie : 1943